# Dezső Kosztolányi

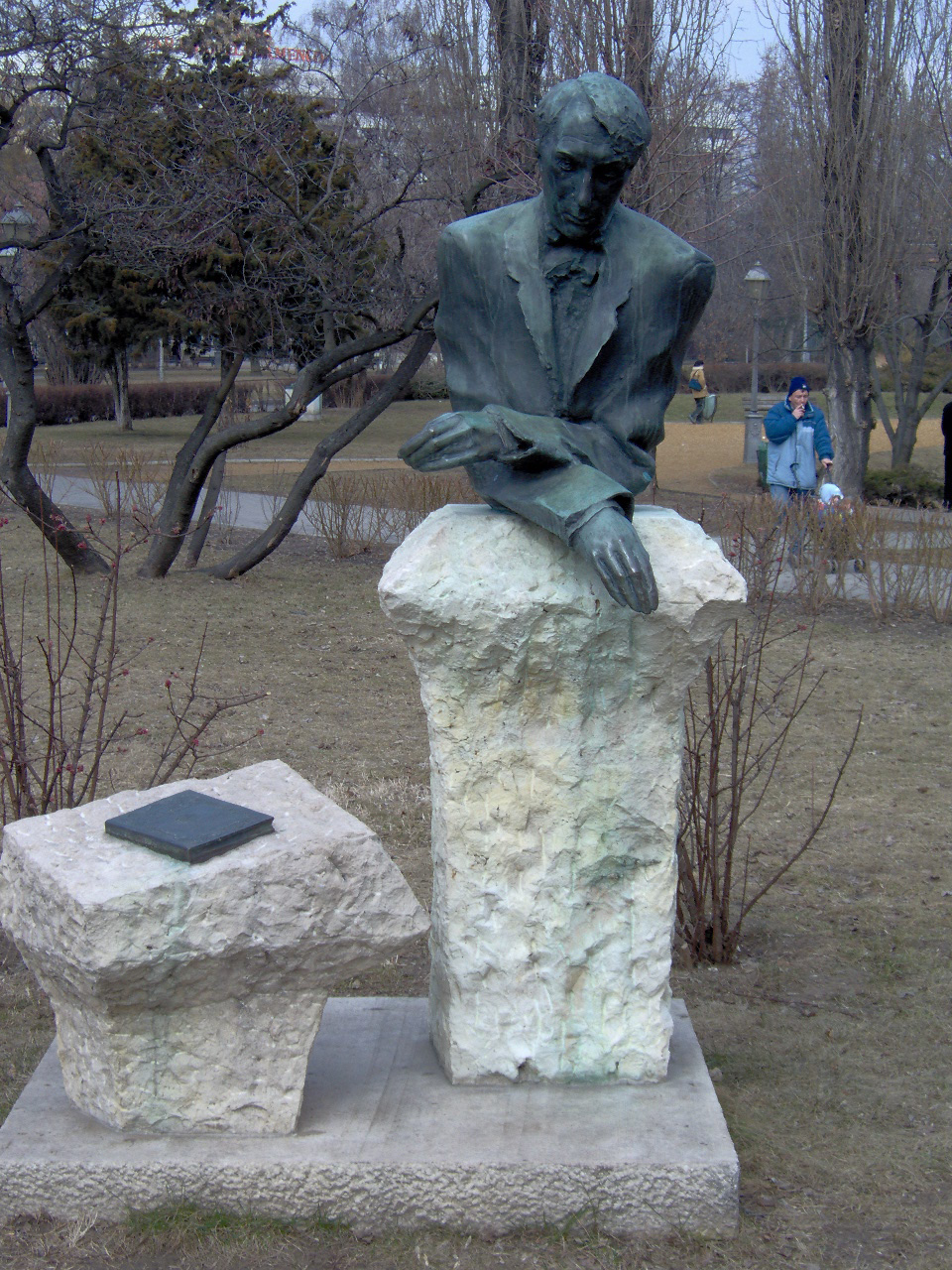
Byst av Kosztolányi av Tibor Borbás.

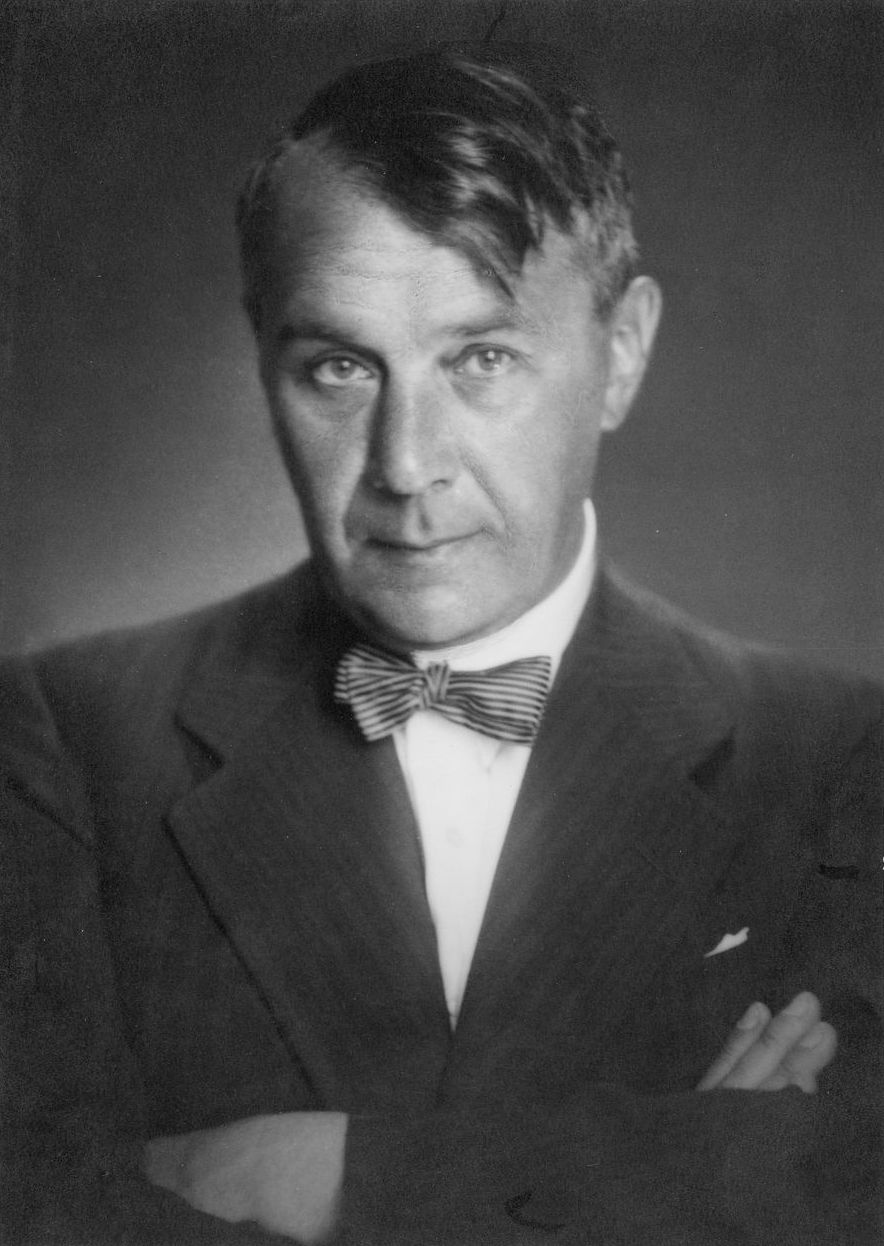
Dezső Kosztolányi, 1935

Dezső Kosztolányi, född 1885, död 1936, var en ungersk författare. Han gjorde sig ett namn inom de flesta litterära genrer, och fick respons hos publiken främst genom sin språkliga virtuositet. Hans eleganta prosa fick stor betydelse för hela den moderna ungerska litteraturen, och några av hans romaner nådde långt bortom landets gränser, till exempel Nero, a véres költő ("Nero, den blodiga diktaren", 1921).